# Variable doble periòdica
Una variable doble periòdica (DPV) és un tipus d'estrella binària. Com el seu nom indica, els sistemes varien en la brillantor no només a causa dels eclipsis d'una estrella per l'altra, sinó també d'un cicle d'aproximadament 33 vegades més llarg que l'òrbita. L'estrella guanyant massa de l'altra té un disc gruixut de material que l'envolta, i els sistemes semblen perdre massa cíclicament en el medi interestel·lar al llarg del temps. La causa de la variabilitat secundària encara no està establerta. Les estrelles són rares, amb 21 sistemes que es troben en la galàxia i més de 170 en els Núvols de Magalhães (abril de 2016).

## Llista
Els catàlegs de Variables Periòdiques Dobles són lliurats per Mennickent, Otero i Kołaczkowski (2016), Pawlak et al. (2013) i Poleski et al. (2010). A continuació es detallen alguns exemples.
La llista següent conté dues variables periòdiques seleccionades que són d'interès per a l'astronomia amateur o professional. A menys que s'indiqui el contrari, les magnituds donades es troben a la banda V.
| Estrella       | Magnitud màxima | Magnitud mínima | Període d'eclipsi(en dies) | Tipus espectral  |
| V393 Scorpii   | 7.39            | 8.31            | 7.72                       | B3III            |
| AU Monocerotis | 8.20            | 9.16            | 11.11                      | B5IV+F8-G0II-III |